# Farewell (álbum de Petra)
Farewell é um álbum gravado ao vivo pela banda Petra, lançado em 2005.
É o segundo álbum gravado ao vivo pela banda, durante a turnê por Franklin, Tennessee a 4 de Outubro de 2005. Este concerto teve a participação de dois antigos membros da banda, o vocalista Greg X. Volz e o tecladista John Lawry.

## Faixas
1. "All About Who You Know" – 3:22
2. "Dance" – 4:32
3. "Amazing Grace" – 4:29
4. "Test of Time" – 3:22
5. "Creed" – 3:14
6. "Right Place" – 3:57
7. "Rock Medley" – 10:05
  - "Sight Unseen"
  - "It Is Finished"
  - "Think Twice"
  - "I Am On The Rock"
  - "Midnight Oil"
  - "Mine Field"
  - "This Means War!"
  - "It Is Finished (Reprise)"
8. "Jekyll & Hyde" – 3:48
9. "Acoustic Set" (feat. Greg X. Volz) – 10:04
  - "Rose Colored Stained Glass Windows"
  - "Road To Zion"
  - "More Power To Ya"
  - "For Annie"
  - "No Doubt"
  - "The Coloring Song"
  - "Love"
10. "Grave Robber" – 4:20
11. "Keyboard Solo" (feat. John Lawry) – 1:33
12. "Beyond Belief" – 4:30
13. "Guitar Solo" (feat. Bob Hartman) – 1:24
14. "He Came, He Saw, He Conquered" – 4:36

## Créditos
- John Schlitt - Vocal
- Bob Hartman - Guitarra
- Greg Bailey - Baixo, violoncelo
- Paul Simmons - Bateria, percussão

### Participações
- Greg X. Volz - Vocal
- John Lawry - Teclado